# William Stokoe
William Stokoe (Lancaster, 21 luglio 1919 – Chevy Chase, 4 aprile 2000) è stato un linguista statunitense.

## Biografia
Nel 1960 Stokoe (IPA /ˈstoʊkiː/) pubblicò negli Stati Uniti Sign Language Structure: An Outline of the Visual Communication Systems of the American Deaf, un libro che affermava per la prima volta che ogni lingua dei segni è una vera e propria lingua, al pari di tutte le altre. Nel 1965 presentò poi un altro libro con Carl Croneberg e Dorothy Casterline, A Dictionary of American Sign Language on Linguistic Principles. Questi libri provocarono un acceso dibattito in merito.
Nello studio dell'American Sign Language, Stokoe fece un confronto tra la lingua dei segni americana e la lingua parlata e poté notare come la struttura grammaticale e sintattica dei segni fosse tipologicamente simile a quella di una lingua acustica/fonologica. Partì dallo studio dei fonemi, suoni normalmente non provvisti di significato, che formano tutte le parole, ad esempio in italiano /a/, /k/, /s/. Ogni lingua parlata ha un suo numero di fonemi. Stokoe trasferì lo stesso metodo d'indagine sulla lingua dei segni, ponendosi l'interrogativo se mai esistessero anche nei segni delle forme equivalenti ai fonemi. Ebbene scoprì l'esistenza dei cheremi, unità minime non dotate di significato (equivalenti dunque ai fonemi della lingua parlata). 
Anche se non risulta sempre opportuno introdurre nuove terminologie, mi sembrerebbe il caso di evitare il ricorso al termine "fonetica", che come quello "fonologia" e "fonemi", rimanda chiaramente alla materia fonica delle lingue vocali. Meglio forse sarebbe, ricalcando il più felice "cherologia" proposto da lui stesso, utilizzare il termine "cheretica".
Secondo Stokoe un segno (morfema per la lingua vocale) può essere scomposto in riferimento a tre parametri:
- il luogo che è lo spazio dove viene eseguito il segno
- la configurazione che è la forma che la mano assume nell'eseguire il segno
- il movimento che le mani fanno quando eseguono il segno

Stokoe dà importanza anche all'orientamento del palmo della mano mentre si segna. Per la lingua dei segni italiana (LIS), come per l'ASL e il BSL, oltre a questi parametri viene aggiunto anche quello dell'espressione facciale, che ha un ruolo veramente importante nella formazione delle frasi di segni.
Stokoe constatò che l'organizzazione lessicale dei segni è molto simile a quella delle lingue fonologiche. Ad esempio le parole pollo e bollo hanno un significato diverso, ma si distinguono per un solo fonema (il suono iniziale, piuttosto che la lettera visiva). Questo definisce il criterio di coppia minima, dove il significato, come in questo caso, cambia per un solo suono, per cui /p/ e /b/ sono due fonemi ben distinti in italiano parlato.
Anche nella lingua dei segni si applica quotidianamente il criterio di coppia minima, e queste variazioni di significato vengono definiti allòcheri. Alla variazione di uno dei parametri menzionati sopra, il significato dei cheremi cambia.
Anche in Italia sono stati condotti studi sulla comunicazione dei sordi, da cui sono emerse pubblicazioni. Si possono mettere in risalto alcuni dati interessanti: la lingua dei segni non è una semplice mimica: è una forma di comunicazione che si esprime nella modalità visivo-segnica invece che acustico-vocale; ha caratteristiche molto complesse che permettono di definirla una "lingua a tutti gli effetti".